# ダブルフェイス 秘めた女
『ダブルフェイス 秘めた女』（ダブルフェイスひめたおんな、Ne te retourne pas）は2009年のフランスのサスペンス映画。
監督はマリナ・ドゥ・ヴァン、出演はソフィー・マルソーとモニカ・ベルッチなど。
夫や子どもが他人に見え、自分自身の顔や体まで見知らぬ女性に変貌する奇妙な現象に見舞われるようになった女性が、記憶の欠落した少女時代の秘密を探る中で真実に迫る姿を描いている。
日本では劇場未公開だが2010年6月11日にDVDが発売された。

## ストーリー
作家を目指している女性ジャンヌは、子供の頃の交通事故の影響で8歳より前の記憶をなくしていたが、今は夫テオと息子、娘の4人で幸せに暮らしている。ある日、ジャンヌは家の内装や家族の姿に違和感を覚えるようになると、徐々に精神のバランスを崩していき、遂には自分の顔が別人になっていることに気付く。更に夫をはじめ、息子や娘、実家の母親までもが別人になっていることに気付いたジャンヌは、実家で幼い頃の写真を見つけ、そこに「本当の母親」の姿を見る。ジャンヌは真相を明らかにするために、その写真を撮ったイタリアに向かう。
写真の場所を見つけたジャンヌは、そこで写真の女性ヴァレリーを見つける。ジャンヌの姿を見たヴァレリーは一瞬動揺を見せるが、自分を母と言い出すジャンヌに冷たい態度を取り、その場を去る。ジャンヌはホテルに戻るが、ヴァレリーの息子ジャンニが様子のおかしいジャンヌを心配して、ホテルの部屋を訪れる。夫テオと同じ姿をしているジャンニにジャンヌは熱く迫り、2人はベッドを共にするが、記憶が甦りつつあったジャンヌはジャンニを拒む。
その夜、導かれるように街に出たジャンヌはヴァレリーの家にやって来る。そこでヴァレリーとジャンニの会話を盗み聞きしたジャンヌは、自分がヴァレリーの娘ローザマリアであり、ジャンニの父親違いの姉であることを知る。そしてヴァレリーから、ジャンニの父親である今の夫がヴァレリーの連れ子であるローザマリアを愛せなかったことを聞かされる。
ショックを受けるジャンヌ（＝ローザマリア）だったが、そこで記憶がよみがえる。連れ子であったローザマリアは義父との関係に問題を抱えていた。そのため、実母はフランスの家族にローザマリアを養子にだす。養父母には男と女（ジャンヌ）の子どもがいた。養父母一家とローザマリアは一緒に事故に遭い、養母とローザマリア以外は死んでしまう。生き残ったローザマリアはそれ以前の記憶を失い、自分を養母の実子のジャンヌと思うようになったのだ。
つまり、「義父との関係のため養子に出されたこと」「養父母の家庭において受けた交通事故」という少女には受け入れがたい事実を、ローザマリアは自分を交通事故で死んでしまった「養母の実子ジャンヌ」だと思い込むことによって無意識に押し込め、それ以前（8歳以前）の記憶を意識から消した。ところが、小説を書いて子供時代の記憶を思い出そうとしたことによって、無意識からの記憶が現在のことのように（記憶とは意識されずに）甦ってきた。現在のことのように甦った少女時代の記憶から実際の現在を認識する過程が、家具の置き方や家族への違和感、実母から養母への変容、実弟（義父）から夫への変容、ジャンヌからローザマリアへの変容などで表現される。
後半、イタリアで過去を辿り無意識に押し込めていた少女時代の記憶を追体験し意識化することで、過去から現在までの人生を受け入れることができるようになる。
全てを思い出したローザマリアは、ジャンヌとしてではなくローザマリアとして夫と子供たちの待つ家に戻る。そして「8歳から現在まで生きてきたジャンヌとしての人格」とともにローザマリアとして生きていくのである。

## キャスト
- ジャンヌ: ソフィー・マルソー/モニカ・ベルッチ - 作家を目指している女性。幼い頃の交通事故が原因で8歳より前の記憶をなくしている。
- ローザマリア: モニカ・ベルッチ - もう1人のジャンヌ。
- テオ: アンドレア・ディ・ステファノ（イタリア語版）/ティエリー・ヌーヴィック - ジャンヌの夫。
- ジャンニ: アンドレア・ディ・ステファノ - ジャンヌがイタリアで出会った男。
- ナディア: ブリジット・カティヨン（フランス語版）/シルヴィ・グラノティエ（フランス語版） - ジャンヌの母。秘密を抱えている。
- ヴァレリー: ブリジット・カティヨン - ジャンヌが実家で見つけた写真に写っていた「本当の母」と感じる女性。ジャンニの母。

## 作品の評価
アロシネによれば、フランスの24のメディアによる評価の平均点は5点満点中2.5点である。
Rotten Tomatoesによれば、6件の評論のうち高評価は33%にあたる2件で、平均点は10点満点中4.20点となっている。